# بیمارستان ایران
بیمارستان ایران یکی از بیمارستان‌های خصوصی شهر خرم‌آباد است. این بیمارستان دارای ۶۰ تخت‌خواب است و در سال ۱۳۵۳ تأسیس شده‌است.